# Classe Albion
La classe Albion (anciennement LPD(R)) sont des Landing Platform Dock de la Royal Navy. Dotés d'un petit pont d'envol et d'un radier, ils sont conçus pour déployer des forces terrestres sur des rives ennemies (jusqu'à 6 chars de combat Challenger 2 ou 30 véhicules de transport de troupes Bv 206). À bord de ces navires il y a un escadron de 2 hélicoptères qui ont comme mission le transport de troupes et de l'équipement et des embarcations de débarquement (jusqu'à 4 LCU, 4 LCVP ou un aéroglisseur Griffon). Ils remplacent les Landing Platform Dock de classe Fearless.
En novembre 2024, le ministre de la Défense britannique John Healey annonce que ces navire vont être désarmés, pour des raisons budgétaires. Le prédécesseur de M. Healey, Grant Shapps, avait assuré qu’ils resteraient en service jusqu’en 2033/34 jusqu’à leur remplacement par trois à six navires du programme MRSS [Multi Role Support Ships] (en). En janvier, leur sort avait été mis sur la sellette, faute de disposer de suffisamment de marins pour les mettre en œuvre. « Aucun des deux [le HMS Albion et le HMS Bulwalk], compte tenu de l’état dans lequel ils se trouvent et des décisions prises par le dernier gouvernement, n’était prêt à reprendre la mer. En d’autres termes, ils avaient en pratique été retirés du service, mais les ministres n’étaient pas disposés à l’admettre », a justifié M. Healey.
En avril 2025, les deux navires de la classe sont l'objet d'un protocole de vente (protocol of intentions) avec le Brésil, sans attendre leur remplacement par les six bâtiments du programme MRSS [Multi Role Support Ship] (en) prévu pour 2033-2034.

## Navires
- HMS Albion (L14) - Devenport (Devon) ;
- HMS Bulwark (L15) - Devenport (Devon).

## Caractéristiques

### Armement
- 2 x systèmes de défense anti-missile antinavires de 30 mm Goalkeeper CIWS (2x7)
- 1 x 2 canons de 20 mm Oerlikon/ BMARC GAM-B01[5]
- 4 x mitrailleuses FN MAG

### Capacités de transport
- 3 x Merlin  HM.1 ou un Chinook
- 4 LCU ou 2 LCAC (aéroglisseur) (en)
- 4 LCVP Mk 5 (en) sur bossoir
- 67 véhicules
- 305 hommes de troupe ou 3000 tonnes de matériel
- 1 grue de 30 tonnes de capacité

### Détection et contre-mesures
- CDS: ADAWS-2000
- Radars: type 996, 2 x type 100
- EW: UAT-1/4
- 8 x lance-leurres anti-missiles Seagnat (en)[5]